# Grand Prix Rakouska 2023
Grand Prix Rakouska 2023 (oficiálně Formula 1 Rolex Großer Preis von Österreich 2023) se jela na okruhu Red Bull Ring v Rakousku dne 2. července 2023. Závod byl devátým v pořadí v sezóně 2023 šampionátu Formule 1 a druhým víkendem, během kterého byl použit sprintový formát.

## Kvalifikace
Kvalifikace se uskutečnila 30. června 2023 v 17:00 místního času (UTC+2).
| Poř.                        | Č. | Jezdec           | Konstruktér                  | Časy v kvalifikaci | Časy v kvalifikaci | Časy v kvalifikaci | Pořadí na startu |
| Poř.                        | Č. | Jezdec           | Konstruktér                  | Q1                 | Q2                 | Q3                 | Pořadí na startu |
| --------------------------- | -- | ---------------- | ---------------------------- | ------------------ | ------------------ | ------------------ | ---------------- |
| 1                           | 1  | Max Verstappen   | Red Bull Racing-Honda RBPT   | 1:05.116           | 1:04.951           | 1:04.391           | 1                |
| 2                           | 16 | Charles Leclerc  | Ferrari                      | 1:05.577           | 1:05.087           | 1:04.439           | 2                |
| 3                           | 55 | Carlos Sainz Jr. | Ferrari                      | 1:05.339           | 1:04.975           | 1:04.581           | 3                |
| 4                           | 4  | Lando Norris     | McLaren-Mercedes             | 1:05.617           | 1:05.038           | 1:04.658           | 4                |
| 5                           | 44 | Lewis Hamilton   | Mercedes                     | 1:05.673           | 1:05.188           | 1:04.819           | 5                |
| 6                           | 18 | Lance Stroll     | Aston Martin Aramco-Mercedes | 1:05.710           | 1:05.121           | 1:04.893           | 6                |
| 7                           | 14 | Fernando Alonso  | Aston Martin Aramco-Mercedes | 1:05.655           | 1:05.181           | 1:04.911           | 7                |
| 8                           | 27 | Nico Hülkenberg  | Haas-Ferrari                 | 1:05.740           | 1:05.362           | 1:05.090           | 8                |
| 9                           | 10 | Pierre Gasly     | Alpine-Renault               | 1:05.515           | 1:05.308           | 1:05.170           | 9                |
| 10                          | 23 | Alexander Albon  | Williams-Mercedes            | 1:05.673           | 1:05.387           | 1:05.823           | 10               |
| 11                          | 63 | George Russell   | Mercedes                     | 1:05.686           | 1:05.428           |                    | 11               |
| 12                          | 31 | Esteban Ocon     | Alpine-Renault               | 1:05.729           | 1:05.453           |                    | 12               |
| 13                          | 81 | Oscar Piastri    | McLaren-Mercedes             | 1:05.683           | 1:05.605           |                    | 13               |
| 14                          | 77 | Valtteri Bottas  | Alfa Romeo-Ferrari           | 1:05.763           | 1:05.680           |                    | 14               |
| 15                          | 11 | Sergio Pérez     | Red Bull Racing-Honda RBPT   | 1:05.177           | 2:06.688           |                    | 15               |
| 16                          | 22 | Júki Cunoda      | AlphaTauri-Honda RBPT        | 1:05.784           |                    |                    | 16               |
| 17                          | 24 | Čou Kuan-jü      | Alfa Romeo-Ferrari           | 1:05.818           |                    |                    | 17               |
| 18                          | 2  | Logan Sargeant   | Williams-Mercedes            | 1:05.948           |                    |                    | 18               |
| 19                          | 20 | Kevin Magnussen  | Haas-Ferrari                 | 1:05.971           |                    |                    | PL1              |
| 20                          | 21 | Nyck de Vries    | AlphaTauri-Honda RBPT        | 1:05.974           |                    |                    | PL2              |
| 107 % času vítěze: 1:09.674 |    |                  |                              |                    |                    |                    |                  |
| Zdroj:                      |    |                  |                              |                    |                    |                    |                  |

Poznámky
- ^1 – Kevin Magnussen se kvalifikoval jako devatenáctý, ale musel odstartovat z pitlane, jelikož došlo k úpravám na zavěšení monopostu během parc fermé.
- ^2 – Nyck de Vries se kvalifikoval jako dvacátý, ale muset odstartovat z konce startovního roštu, jelikož překročil maximální povolený počet jednotek motoru. Nakonec odstartoval z pitlane, jelikož došlo k úpravám na zavěšení monopostu během parc fermé.

## Sprintový rozstřel
Sprintový rozstřel se uskutečnil 1. července 2023 ve 12:00 místního času (UTC+2).
| Poř.                         | Č. | Jezdec           | Konstruktér                  | Časy v kvalifikaci | Časy v kvalifikaci | Časy v kvalifikaci | Pořadí na startu |
| Poř.                         | Č. | Jezdec           | Konstruktér                  | SQ1                | SQ2                | SQ3                | Pořadí na startu |
| ---------------------------- | -- | ---------------- | ---------------------------- | ------------------ | ------------------ | ------------------ | ---------------- |
| 1                            | 1  | Max Verstappen   | Red Bull Racing-Honda RBPT   | 1:06.236           | 1:05.371           | 1:04.440           | 1                |
| 2                            | 11 | Sergio Pérez     | Red Bull Racing-Honda RBPT   | 1:06.924           | 1:05.836           | 1:04.933           | 2                |
| 3                            | 4  | Lando Norris     | McLaren-Mercedes             | 1:06.723           | 1:05.699           | 1:05.010           | 3                |
| 4                            | 27 | Nico Hülkenberg  | Haas-Ferrari                 | 1:06.548           | 1:06.091           | 1:05.084           | 4                |
| 5                            | 55 | Carlos Sainz Jr. | Ferrari                      | 1:06.187           | 1:05.434           | 1:05.136           | 5                |
| 6                            | 16 | Charles Leclerc  | Ferrari                      | 1:07.061           | 1:05.673           | 1:05.245           | 91               |
| 7                            | 14 | Fernando Alonso  | Aston Martin Aramco-Mercedes | 1:06.611           | 1:05.759           | 1:05.258           | 6                |
| 8                            | 18 | Lance Stroll     | Aston Martin Aramco-Mercedes | 1:06.569           | 1:05.914           | 1:05.347           | 7                |
| 9                            | 31 | Esteban Ocon     | Alpine-Renault               | 1:06.840           | 1:05.604           | 1:05.366           | 8                |
| 10                           | 20 | Kevin Magnussen  | Haas-Ferrari                 | 1:06.629           | 1:05.730           | 1:05.912           | 10               |
| 11                           | 23 | Alexander Albon  | Williams-Mercedes            | 1:06.892           | 1:06.152           |                    | 11               |
| 12                           | 10 | Pierre Gasly     | Alpine-Renault               | 1:06.873           | 1:06.360           |                    | 12               |
| 13                           | 22 | Júki Cunoda      | AlphaTauri-Honda RBPT        | 1:06.896           | 1:06.369           |                    | 13               |
| 14                           | 21 | Nyck de Vries    | AlphaTauri-Honda RBPT        | 1:06.704           | 1:06.593           |                    | 14               |
| 15                           | 63 | George Russell   | Mercedes                     | 1:06.653           | Bez času           |                    | 15               |
| 16                           | 24 | Čou Kuan-jü      | Alfa Romeo-Ferrari           | 1:07.062           |                    |                    | 16               |
| 17                           | 81 | Oscar Piastri    | McLaren-Mercedes             | 1:07.106           |                    |                    | 17               |
| 18                           | 44 | Lewis Hamilton   | Mercedes                     | 1:07.282           |                    |                    | 18               |
| 19                           | 77 | Valtteri Bottas  | Alfa Romeo-Ferrari           | 1:07.291           |                    |                    | 19               |
| 20                           | 2  | Logan Sargeant   | Williams-Mercedes            | 1:07.426           |                    |                    | 20               |
| 107 % času vítěze: 1:10.8202 |    |                  |                              |                    |                    |                    |                  |
| Zdroj:                       |    |                  |                              |                    |                    |                    |                  |

Poznámky
- ^1 – Charles Leclerc obdržel penalizaci 3 míst za zdržení Oscara Piastriho v SQ1.
- ^2 – Jelikož se sprintový rozstřel konal na mokré trati, nebylo pravidlo 107% platné.

## Sprint
Sprint se uskutečnil 1. července 2023 v 16:30 místního času (UTC+2).
| Poř.                                                                    | No. | Jezdec           | Konstruktér                  | Počet kol | Čas/Odstoupení | Start | Body |
| ----------------------------------------------------------------------- | --- | ---------------- | ---------------------------- | --------- | -------------- | ----- | ---- |
| 1                                                                       | 1   | Max Verstappen   | Red Bull Racing-Honda RBPT   | 24        | 30:26.730      | 1     | 8    |
| 2                                                                       | 11  | Sergio Pérez     | Red Bull Racing-Honda RBPT   | 24        | +21.048        | 2     | 7    |
| 3                                                                       | 55  | Carlos Sainz Jr. | Ferrari                      | 24        | +23.088        | 5     | 6    |
| 4                                                                       | 18  | Lance Stroll     | Aston Martin Aramco-Mercedes | 24        | +29.703        | 7     | 5    |
| 5                                                                       | 14  | Fernando Alonso  | Aston Martin Aramco-Mercedes | 24        | +30.109        | 6     | 4    |
| 6                                                                       | 27  | Nico Hülkenberg  | Haas-Ferrari                 | 24        | +31.297        | 4     | 3    |
| 7                                                                       | 31  | Esteban Ocon     | Alpine-Renault               | 24        | +36.602        | 8     | 2    |
| 8                                                                       | 63  | George Russell   | Mercedes                     | 24        | +36.611        | 15    | 1    |
| 9                                                                       | 4   | Lando Norris     | McLaren-Mercedes             | 24        | +38.608        | 3     |      |
| 10                                                                      | 44  | Lewis Hamilton   | Mercedes                     | 24        | +46.375        | 18    |      |
| 11                                                                      | 81  | Oscar Piastri    | McLaren-Mercedes             | 24        | +49.807        | 17    |      |
| 12                                                                      | 16  | Charles Leclerc  | Ferrari                      | 24        | +50.789        | 9     |      |
| 13                                                                      | 23  | Alexander Albon  | Williams-Mercedes            | 24        | +52.848        | 11    |      |
| 14                                                                      | 20  | Kevin Magnussen  | Haas-Ferrari                 | 24        | +56.593        | 10    |      |
| 15                                                                      | 10  | Pierre Gasly     | Alpine-Renault               | 24        | +57.652        | 12    |      |
| 16                                                                      | 22  | Júki Cunoda      | AlphaTauri-Honda RBPT        | 24        | +1:04.822      | 13    |      |
| 17                                                                      | 21  | Nyck de Vries    | AlphaTauri-Honda RBPT        | 24        | +1:05.617      | 14    |      |
| 18                                                                      | 2   | Logan Sargeant   | Williams-Mercedes            | 24        | +1:06.059      | 20    |      |
| 19                                                                      | 24  | Čou Kuan-jü      | Alfa Romeo-Ferrari           | 24        | +1:10.825      | 16    |      |
| 20                                                                      | 77  | Valtteri Bottas  | Alfa Romeo-Ferrari           | 24        | +1:16.435      | PL1   |      |
| Nejrychlejší kolo: Nico Hülkenberg (Haas-Ferrari) – 1:10.180 (24. kolo) |     |                  |                              |           |                |       |      |
| Zdroj:                                                                  |     |                  |                              |           |                |       |      |

Poznámky
- ^1 – Valtteri Bottas se kvalifikoval jako devatenáctý, ale odstartoval z pitlane, jelikož absolvoval zastávku v boxech během zahřívacího kola.

## Závod
Závod se uskutečnil 2. července 2023 v 15:00 místního času (UTC+2).
| Poř.                                                                                 | No. | Jezdec           | Konstruktér                  | Počet kol | Čas/Odstoupení | Start | Body |
| ------------------------------------------------------------------------------------ | --- | ---------------- | ---------------------------- | --------- | -------------- | ----- | ---- |
| 1                                                                                    | 1   | Max Verstappen   | Red Bull Racing-Honda RBPT   | 71        | 1:25:33.607    | 1     | 261  |
| 2                                                                                    | 16  | Charles Leclerc  | Ferrari                      | 71        | +5.155         | 2     | 18   |
| 3                                                                                    | 11  | Sergio Pérez     | Red Bull Racing-Honda RBPT   | 71        | +17.188        | 15    | 15   |
| 4                                                                                    | 4   | Lando Norris     | McLaren-Mercedes             | 71        | +26.327        | 4     | 12   |
| 5                                                                                    | 14  | Fernando Alonso  | Aston Martin Aramco-Mercedes | 71        | +30.317        | 7     | 10   |
| 6                                                                                    | 55  | Carlos Sainz Jr. | Ferrari                      | 71        | +31.3772       | 3     | 8    |
| 7                                                                                    | 63  | George Russell   | Mercedes                     | 71        | +48.403        | 11    | 6    |
| 8                                                                                    | 44  | Lewis Hamilton   | Mercedes                     | 71        | +49.1963       | 5     | 4    |
| 9                                                                                    | 18  | Lance Stroll     | Aston Martin Aramco-Mercedes | 71        | +59.043        | 6     | 2    |
| 10                                                                                   | 10  | Pierre Gasly     | Alpine-Renault               | 71        | +1:07.6674     | 9     | 1    |
| 11                                                                                   | 23  | Alexander Albon  | Williams-Mercedes            | 71        | +1:19.7675     | 10    |      |
| 12                                                                                   | 24  | Čou Kuan-jü      | Alfa Romeo-Ferrari           | 70        | +1 kolo        | 17    |      |
| 13                                                                                   | 2   | Logan Sargeant   | Williams-Mercedes            | 70        | +1 kolo6       | 18    |      |
| 14                                                                                   | 31  | Esteban Ocon     | Alpine-Renault               | 70        | +1 kolo7       | 12    |      |
| 15                                                                                   | 77  | Valtteri Bottas  | Alfa Romeo-Ferrari           | 70        | +1 kolo        | 14    |      |
| 16                                                                                   | 81  | Oscar Piastri    | McLaren-Mercedes             | 70        | +1 kolo        | 13    |      |
| 17                                                                                   | 21  | Nyck de Vries    | AlphaTauri-Honda RBPT        | 70        | +1 kolo8       | PL    |      |
| 18                                                                                   | 20  | Kevin Magnussen  | Haas-Ferrari                 | 70        | +1 kolo9       | PL    |      |
| 19                                                                                   | 22  | Júki Cunoda      | AlphaTauri-Honda RBPT        | 70        | +1 kolo10      | 16    |      |
| Ret                                                                                  | 27  | Nico Hülkenberg  | Haas-Ferrari                 | 12        | Ztráta výkonu  | 8     |      |
| Nejrychlejší kolo: Max Verstappen (Red Bull Racing-Honda RBPT) – 1:07.012 (71. kolo) |     |                  |                              |           |                |       |      |
| Zdroj:                                                                               |     |                  |                              |           |                |       |      |

Poznámky
- ^1 – Včetně bodu za nejrychlejší kolo.
- ^2 – Carlos Sainz Jr. skončil čtvrtý, ale obdržel penalizaci 10 sekund za překročení traťových limitů.
- ^3 – Lewis Hamilton skončil sedmý, ale obdržel penalizaci 10 sekund za překročení traťových limitů.
- ^4 – Pierre Gasly skončil devátý, ale obdržel penalizaci 10 sekund za překročení traťových limitů.
- ^5 – Alexander Albon obdržel penalizaci 10 sekund za překročení traťových limitů. Jeho konečná pozice tím nebyla ovlivněna.
- ^6 – Logan Sargeant obdržel penalizaci 15 sekund za překročení traťových limitů. Jeho konečná pozice tím nebyla ovlivněna.
- ^7 – Esteban Ocon skončil dvanáctý, ale obdržel penalizaci 30 sekund za překročení traťových limitů.
- ^8 – Nyck de Vries skončil patnáctý, ale obdržel penalizaci 5 sekund za vytlačení Kevina Magnussena z trati. Kromě toho obdržel penalizaci 15 sekund za překročení traťových limitů.
- ^9 – Kevin Magnussen skončil devatenáctý, ale obdržel penalizaci 5 sekund za překročení traťových limitů.
- ^10 – Júki Cunoda skončil sedmnáctý, ale obdržel penalizaci 15 sekund za překročení traťových limitů.

## Průběžné pořadí po závodě
|        | Pořadí | Jezdec           | Body |
| ------ | ------ | ---------------- | ---- |
|        | 1      | Max Verstappen   | 229  |
|        | 2      | Sergio Pérez     | 148  |
|        | 3      | Fernando Alonso  | 131  |
|        | 4      | Lewis Hamilton   | 106  |
|        | 5      | Carlos Sainz Jr. | 82   |
| Zdroj: |        |                  |      |

|        | Pořadí | Konstruktér                  | Body |
| ------ | ------ | ---------------------------- | ---- |
|        | 1      | Red Bull Racing-Honda RBPT   | 377  |
|        | 2      | Mercedes                     | 178  |
|        | 3      | Aston Martin Aramco-Mercedes | 175  |
|        | 4      | Ferrari                      | 154  |
|        | 5      | Alpine-Renault               | 47   |
| Zdroj: |        |                              |      |